# Friedrich Wilhelm Wolff (Architekt)
Friedrich Wilhelm Wolff (* 1783 in Hohenziatz, Jerichower Land; † 25. Januar 1862 in Magdeburg) war ein deutscher Architekt und kommunaler Baubeamter. Er war über 55 Jahre in der Bauverwaltung der Stadt Magdeburg tätig, davon etliche als Stadtbaumeister. Die unter seiner Leitung angelegten Grünanlagen prägen das Magdeburger Stadtbild bis heute.
Wolff arbeitete nach seinem Studium zunächst als Bauconducteur und trat 1805 in den Dienst der Stadt Magdeburg.

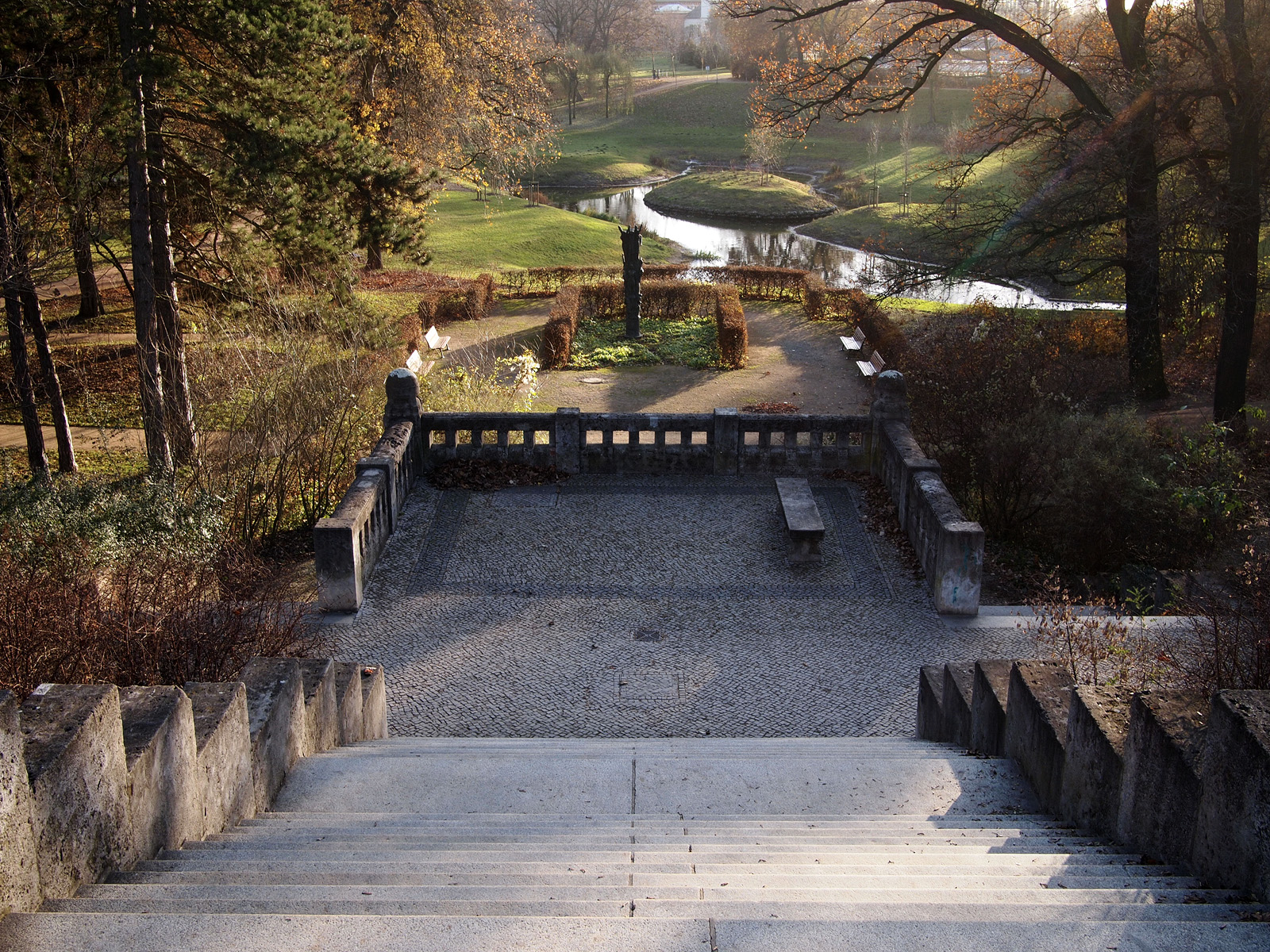
Klosterbergegarten

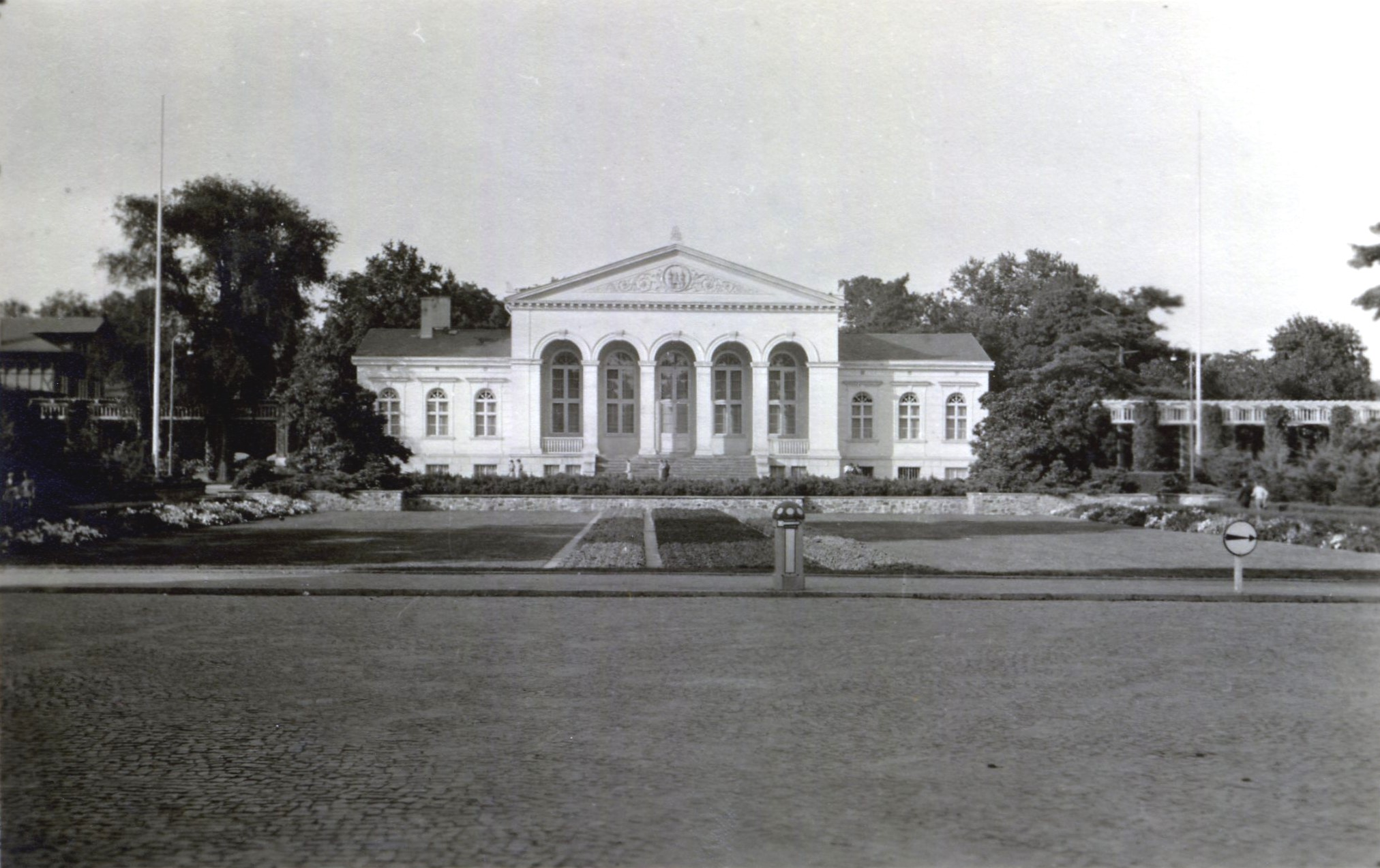
Gesellschaftshaus im Herrenkrug-Park (1940)

1817 erhielt er von Oberbürgermeister August Wilhelm Francke den Auftrag zur Vermessung des Herrenkrugs, der seinerzeit für landwirtschaftliche Zwecke und als städtisches Holzresevoir genutzt wurde. Unter Wolffs Leitung erfolgte von 1818 bis 1824 die Umgestaltung des Herrenkrugs zu einer landwirtschaftlich-gärtnerisch genutzten Parkanlage. Ab 1825 begann unter seiner Leitung die Umgestaltung des Klosterbergegartens zum ersten Volkspark Deutschlands, ab 1827 die Anlage des Nordfriedhofs, des heutigen Nordparks. Die ursprünglichen Pläne aller drei Anlagen gingen auf Peter Joseph Lenné zurück. Wolff erbaute in den Jahren 1828 und 1829 das Gesellschaftshaus am Klosterbergegarten nach Entwürfen von Karl Friedrich Schinkel sowie 1843–1844 das Gesellschaftshaus im Herrenkrugpark.
Anlässlich seines Eintritts in den Ruhestand 1861 wurde ihm zu Ehren im Herrenkrugpark eine Kugelsonnenuhr aufgestellt.
Die unter der Leitung von Friedrich Wilhelm Wolff angelegten Gärten bestehen bis heute. Das Gesellschaftshaus am Klosterbergegarten wurde zuletzt 2005 umfassend saniert. Das Gesellschaftshaus im Herrenkrugpark wurde Ende der 1950er Jahre abgerissen.